# Песвицы
Песвицы — деревня в Выскатском сельском поселении Сланцевского района Ленинградской области.

## История
Деревня Песвицы упоминается на карте Санкт-Петербургской губернии Ф. Ф. Шуберта 1834 года.

ПЕСВИЦ — деревня принадлежит полковнику Александру Сычевскому, число жителей по ревизии: 50 м. п., 51 ж. п. (1838 год)

ПЕСВИЦЫ — деревня госпожи Харламовой, по просёлочной дороге, число дворов — 24, число душ — 70 м. п. (1856 год)

ПЕСЬЕВИЦЫ — деревня владельческая при колодце, число дворов — 24, число жителей: 86 м. п., 73 ж. п. (1862 год) 

В XIX — начале XX века деревня административно относилась к Выскатской волости 1-го земского участка 1-го стана Гдовского уезда Санкт-Петербургской губернии.
Согласно Памятной книжке Санкт-Петербургской губернии 1905 года деревня входила в Песвицкое сельское общество.

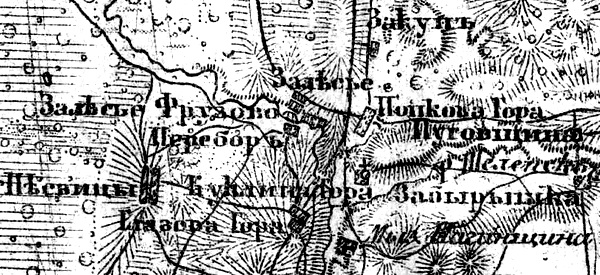
Деревня Песвицы на карте 1919 года

С 1917 по 1924 год деревня входила в состав Залесского сельсовета Выскатской волости Гдовского уезда.
С 1924 года, в составе Понаницкого сельсовета.
С августа 1927 года, в составе Рудненского района.
С 1928 года, в составе Попковогорского сельсовета. В 1928 году население деревни составляло 205 человек.
С 1930 года, в составе Польского сельсовета.
По данным 1933 года деревня Песвицы входила в состав Польского сельсовета Рудненского района. С августа 1933 года, в составе Попковогорского сельсовета Гдовского района.
С января 1941 года, в составе Сланцевского района.
С 1 августа 1941 года по 31 января 1944 года, германская оккупация.
С 1963 года, в составе Кингисеппского района.
По состоянию на 1 августа 1965 года деревня Песвицы входила в состав Выскатского сельсовета Кингисеппского района. С ноября 1965 года, вновь в составе Выскатского сельсовета Сланцевского района. В 1965 году население деревни составляло 64 человека.
По данным 1973 года деревня Песвицы входила в состав Попковогорского сельсовета Сланцевского района.
По данным 1990 года деревня Песвицы входила в состав Выскатского сельсовета.
В 1997 году в деревне Песвицы Выскатской волости проживали 14 человек, в 2002 году — 15 человек (все русские).
В 2007 году в деревне Песвицы Выскатского СП проживали 24, в 2010 году — 84, в 2011 и 2012 годах — 97, в 2013 году — 79, в 2014 году — 89 человек.

## География
Деревня расположена в центральной части района на автодороге 41К-817 (Выскатка — Песвицы — Перебор).
Расстояние до административного центра поселения — 4 км.
Расстояние до ближайшей железнодорожной платформы Сланцы — 13 км.

## Демография
| 1862 | 2007 | 2010 | 2017 |
| ---- | ---- | ---- | ---- |
| 159  | ↘25  | ↗84  | ↘33  |

## Инфраструктура
На 2014 год в деревне было зарегистрировано семь домохозяйств.